# Fools Lullaby
«Fools Lullaby» es una canción grabada por la cantante galesa Bonnie Tyler para su noveno álbum de estudio Angel Heart (1992). Fue lanzado por Hansa Records como el primer sencillo del álbum, escrito por Dieter Bohlen. El sencillo fue exitoso en Noruega donde alcanzó el número 6 en las listas de éxitos de Noruega.

## Comentarios de la crítica
Charlotte Dillon de AllMusic destacó «Fools Lullaby», como una «vía de alto nivel» en una revisión de álbum Angel Heart.

## Interpretaciones en directo
Tyler realizó «Fools Lullaby» en un casino noruego en 1992. En el mismo año, ella también interpretó la canción en el programa de la televisión alemana de Peter Pop Show. El 31 de diciembre de 1992, Tyler realiza «Fools Lullaby» en el programa de televisión francés Le monde est à vous.

## Posicionamiento en las listas
«Fools Lullaby» alcanzó el top 10 en las listas noruegas. La canción debutó en las listas noruegas en el número 8, llegando a su punto máximo en el número 6 en la semana siguiente, y pasó un total de cinco semanas en la lista.
En Austria, «Fools Lullaby» debutó en el número 27, alcanzando el número 17 y pasó un total de doce semanas en la lista.

### Listas semanales
| País (1992)                 | Mejor posición |
| --------------------------- | -------------- |
| Austria (Ö3 Austria Top 40) | 17             |
| Alemania (R.SH History)     | 23             |
| Noruega (VG-lista)          | 6              |
| Noruega Høst (VG-lista)     | 16             |

### Listas final de año
| Listas (1992)        | Posición |
| -------------------- | -------- |
| Austria (Killersoft) | 110      |
| Austria (Killersoft) | 141      |

## Lista de canciones y formatos
- sencillo en CD[12]

1. «Fools Lullaby» (Radio Mix) — 3:48
2. «Fools Lullaby» (Sweet Lullaby Mix) — 5:30
3. «Race to the Fire» (Radio Mix) — 3:53
4. «Race to the Fire» (Race Mix) — 5:26

- Disco de vinilo[13]

1. «Fools Lullaby» (Radio Mix) — 3:52
2. «Race to the Fire» (Radio Mix) — 3:53